# 東御市の歴史
東御市の歴史（とうみしのれきし）では、現在の東御市の区域における歴史について記述する。

## 概説

### 先史時代
東部町地域に残る最古の人類の痕跡は旧石器時代に関わるものである。祢津地区上の原遺跡群からは頁岩製ナイフ形石器、黒曜石製彫刻器が出土している。また、上前橋遺跡からは玉髄製の御子柴型尖頭器・石核・細石刃核などの石器が出土している。

### 律令制の時代
東部町地域は信濃国小県郡に、北御牧村域は同国佐久郡に属する。

### 中世
海野荘が成立。

## 年表

### 古代
- 941年 新治の牧より10匹の馬が朝廷に献進される。（『本朝世紀』）[2]
- 944年 新治の駒が望月の駒と共に宮中の競馬の儀に加わる。（『九条殿記』）

### 明治から第二次大戦まで
- 1869年
  - 3月19日 湯の道（新張から旧鹿沢温泉まで）に一番如意輪観音が建立される。
  - 8月 百番千手観音、群馬県旧鹿沢温泉に設立される。
- 1870年3月17日 祢津村に騒動が起こる。
- 1872年9月 田中本陣に田中郵便受取所が開設される。
- 1873年
  - 夏目田学校（夏目田・長坂各村）が夏目田村旧堂に開校する。
  - 進善学校（本海野・下吉田・海善寺・中曽根・大屋各村）が本海野村藤田伝右衛門宅（旧本陣）を借りて開校。
  - 修斉学校（金井・加沢・常田・田中各村）が常田の長久寺を借用して開校。
  - 精業学校（芝生田・赤岩・片羽・中屋敷各村）が東漸寺を借り受け開校する。
  - 共立学校（東上田・栗林・東田沢・上深井三分各村）が栗林村普賢寺を仮校舎として開校する。
  - 4月 鹿沢温泉道の第五十番観音が建立される。
- 1874年
  - 1月 祢津小学校（西町・東町・姫小沢・新屋各村）が定津院学寮を仮校舎として開校する。
  - 7月4日 加沢学校（加沢村）が開校する。
  - 11月23日 加沢村と祢津領加沢田村が合併して加沢村となる。/ 棗田村が夏目田村に名称変更する。
  - 共立学校から東上田学校（東上田村）・東田沢学校（東田沢村）が独立して開校する。
  - 明盛学校（桜井村）・惇信学校（井子・糠地村）・滋野学校（別府・原口・新屋各村）・止信学校（大石村）が開校する。
- 1875年
  - 1月1日 田中郵便受取所が五等郵便局に昇格する。
  - 金井村と出場新田村が合併して鞍掛村となる。
  - 精業学校が新築落成する。
- 1868年
  - 5月30日 東上田村・三分村・栗林村・中曽根村・上深井村・下深井村・東田沢村が合併して和村となる。
  - 8月2日 糠地村・井子村・原口村・別府村・中屋敷村・片羽村・赤岩村・芝生田村・大石村・桜井村10ヶ村が合併して滋野村となる。/ 加沢村・常田村・田中村・夏目田村・長坂村・本海野村・海善寺村7ヶ村が合併して県村と改称する。
- 1889年 八重原村、下之城村、布下村、島川原村、大日向村、羽毛山村が合併し、北御牧村発足。初代村長に黒沢嘉兵衛[3]。
- 1939年
  - 滋野小学校、遺家族への勤労奉仕を行い始める。
  - 祢津小学校講堂竣工する。
- 1940年
  - 3月25日 東部実科中等学校青年学校廃止が認可される。
  - 3月30日 東部実科中等学校が長野県小県農学校となる。
  - 11月23日 小県農学校、勤労奉仕行われる。
  - 11月 祢津小学校、皇紀2600年記念プール竣工する。
- 1942年
  - 滋野小学校、航空少年隊を結成する。
- 1943年
  - 3月19日 小県農学校女子部研究科、設置認可される。
  - 田中商工会の運営が休止される。
- 1945年
  - 3月5日 小県農学校女子部研究科を廃止する。

### 昭和後期（第二次大戦後）
- 1946年4月10日 東入開拓帰農組合が発足する。
- 1947年
  - 6月 田中商工会が復活する。
  - 12月15日 県村農業会が解散する。
- 1949年
  - 4月1日 小県農業高等学校、設置者を長野県に変更し、県立長野県小県農業高等学校となり、普通科が設置される。（定員360名）
  - 7月 和小学校、毒ウツギ食中毒事件が発生する。
  - 8月31日 キティ台風大被害で、海野堤防が120メートル流出する。
  - 9月28日 長野県小県農業高等学校が長野県小県東部高等学校に校名変更する。
- 1956年 田中町、祢津村、和村が合併し、「東部町」が発足。初代町長に田中金夫が就く[4]。
- 1960年 東部町町長に百瀬豊善[4]。
- 1976年 東部町町長に佐藤良男[4]。
- 1986年 東部町町長に保科俶教[4]。

### 平成期
- 2002年 東部町町長に土屋哲男[4]。

## 行政区画の変遷
- 1874年 11月23日 加沢村と祢津領加沢田村が合併して加沢村となる。同じく棗田村が夏目田村に名称変更する。
- 1875年 金井村と出場新田村が合併して鞍掛村となる。
- 1883年
  - 1月26日 県村より、加沢村・常田村・海善寺村が分かれる。
  - 7月4日 県村より田中村・本海野村が分離する。
- 1889年 4月1日
  - 鞍掛・新張・祢津東町・祢津西町・新屋・姫小沢各村が合併して、祢津村となる。
  - 加沢・常田・田中・県・本海野各村が合併して県村となる。
  - 海善寺村と和村が合併する。
- 1953年 10月1日 県村に町制施行され田中町と名称を変更する。
- 1956年 9月20日 田中町・祢津村・和村の三町村が合併して東部町となる。
- 1958年 4月10日 東部町、滋野村を合併する。
- 1959年 4月1日 旧滋野村の一部（芝生田・糠地・井子）を小諸市へ分町する。